# Liviu Papadima

Liviu Papadima în timpul unei festivităţi

Liviu Papadima (n. 1957, București) este un critic, eseist, istoric și teoretician literar român contemporan.

## Biografie
Este fiul criticului interbelic Ovidiu Papadima, unul dintre asistenții lui G. Călinescu și colaborator al revistei Gândirea. Este de asemenea profesor universitar al Facultății de Litere, Universitatea București, eseist, prozator. Actualmente deține funcția de prorector al Universității din București, ales în 2012. 1977-1981 student la Facultatea de Litere (Facultatea de Limba și Literatura Română) din București, specialitatea română-engleză. A absolvit Facultatea de Litere, cu diplomă de merit, 1981. Doctorat în filologie, specializarea literatură română, cu teza Relația autor-cititor în literatura română, secolul al XIX-lea. Proza pașoptistă și postpașoptistă. Teza de doctorat a fost coordonată de profesorul Paul Cornea. În perioada 1995-1996 a fost bursier al New Europe College din București, incluzând o călătorie de studii de o lună (aprilie 1996) la Vrije Universiteit, Amsterdam (cercetarea empirică a receptării literare).

## Lucrări publicate

### Volume individuale
- Literatură și comunicare. Relația autor – cititor în proza pașoptistă și postpașoptistă, Iași, Polirom, 1999
- Caragiale, firește, București, Ed. Fundației Culturale Române, 1999
- Mai are timpul răbdare? Studii și eseuri istorie și de critică literară, București, Ed. Curtea Veche, 2007

### Ediții
- Comediile lui I. L. Caragiale (prefață, analize de text, note, bibliografie comentată), București, Ed. Humanitas, 1996, pp. 7–36, 246-269
- Care-i faza cu cititul?, coordonator al volumului, Editura Arthur, 2010
- The Canonical Debate. Crossing Disciplinary and Cultural Boundaries, coredactor, Rodopi, 2011

### Beletristică
- În livada de cremene, povestiri, București, Ed. Albatros, 1981, 205 p.

### Recenzii
A publicat aproape 100 de recenzii, cele mai multe dintre ele în revista Tribuna României, dar și în România literară, Amfiteatru, Contrapunct, Limbă și literatură, Limba și literatura română, 22, Ramuri, Familia, Caiete critice, Literary Research. Articole de publicistică culturală au apărut în revista Dilema, în suplimentul cultural Vineri al acesteia, în Echinox. A prezentat cărți noi și a discutat teme literare actuale la emisiuni radio și tv.

## Afilieri
- Membru al Colegiului de redacție al revistei Limba și literatura română
- Membru al Asociației de Literatură Generală și Comparată din România, afiliată ICLA